# Szachtar Ługańsk
Szachtar Ługańsk (ukr. Футбольний клуб «Шахтар» Луганськ, Futbolnyj Kłub "Szachtar" Łuhanśk) – ukraiński klub piłkarski z siedzibą w Ługańsku.

## Historia
Drużyna piłkarska Szachtar Ługańsk została założona w Ługańsku w 1977. Zespół reprezentował kopalnię "Ługańska nr 1" (ukr. шахта «Луганська №1») i występował w rozgrywkach mistrzostw miasta.
Od początku rozgrywek w niezależnej Ukrainie klub występował w rozgrywkach mistrzostw i Pucharu obwodu woroszyłowgradskiego. W 1993 na stanowisko głównego trenera został zaproszony były piłkarz Zorii Ługańsk Ołeksandr Tkaczenko. W 1999 klub startował w rozgrywkach Amatorskiej Lihi, gdzie zajął trzecie miejsce w 3. grupie. W następnym sezonie powtórzył sukces - trzecie miejsce w 8. grupie. Dopiero w 2001 najpierw zajął pierwsze miejsce w 6. grupie, a potem w turnieju finałowym zdobył mistrzostwo. Sukces ten pozwolił w sezonie 2002/03 występować w rozgrywkach Drugiej Lihi. Zajął wysokie drugie miejsce, ale przed rozpoczęciem nowego sezonu zrezygnował z dalszych występów na szczeblu profesjonalnym. Potem kontynuował występy w rozgrywkach mistrzostw i Pucharu obwodu, dopóki nie został rozwiązany.

## Sukcesy
- Druha Liha, Grupa W:

wicemistrz: 2002/03
- Puchar Ukrainy:

1/32 finału: 2002/03
- Amatorska Liha:

mistrz: 2001